# Nirinoides
Nirinoides là một chi bọ cánh cứng trong họ Chrysomelidae.
Chi này được miêu tả khoa học năm 1903 bởi Jacoby.

## Các loài
Các loài trong chi này gồm:
- Nirinoides abdominalis Jacoby, 1903
- Nirinoides abyssinica (Jacoby, 1886)
- Nirinoides congoana Weise, 1915
- Nirinoides staudiugeri Jacoby, 1903